# Via Vittorino da Feltre
Via Vittorino da Feltre är en gata i Rione Monti i Rom. Gatan löper från Largo Gaetana Agnesi till Via Frangipane.

## Beskrivning
Gatan är uppkallad efter den italienske humanisten Vittorino da Feltre (1378–1446).
Vid anläggandet av Via Vittorino da Feltre omkring år 1900 påträffades ruinerna efter ett monumentalt nymfeum.

## Omgivningar
Kyrkobyggnader och kapell
- Santa Maria del Buon Consiglio
- Santa Maria della Neve al Colosseo

Gator och gränder
- Via del Colosseo
- Via del Cardello
- Via del Buon Consiglio
- Vicolo del Buon Consiglio
- Via del Pernicone
- Via Frangipane
- Via delle Carine
- Via del Tempio della Pace

Övrigt
- Liceo Cavour

## Bilder
| - Santa Maria del Buon Consiglio. - Santa Maria della Neve al Colosseo. - Liceo Cavour. |